# Cannabis 'Americana'
Конопля американская (Cannabis Americana), сорт конопли, выведенный в 1896 г. американскими фармацевтами Эд Лилли и Парк Дэвис специально для медицинского использования. Представляет собой гибрид конопли индийской и конопли посевной, по внешнему облику более напоминает посевную, по психотропному действию — скорее индика, чем сатива. В начале XX в. были попытки описать коноплю американскую как отдельный вид рода Cannabis. В настоящее время не выращивается.